# 스페인 국립도서관
스페인 국립도서관(스페인어: Biblioteca Nacional de España)은 스페인 마드리드 레콜레토스 가에 위치한 공공도서관이다. 스페인에서 가장 큰 도서관이며, 세계에서 가장 큰 도서관 중 하나이기도 하다. 마드리드 본관의 경우 스페인 국립 고고학 박물관과 같은 건물을 사용하고 있다.
현임 관장은 아나 산토스 아람부로 (Ana Santos Aramburo)로, 2013년에 취임하였다. 전임 관장으로는 글로리아 페레스살메론 (2010~2013), 밀라그로스 델 코랄 (2007~2010), 역사학자 후안 파블로 푸시 (1996~2001), 작가 로사 레가스 (2004~2007) 등이 있었다.
스페인 전역에서 납본된 서적들을 소장하는데는 규모가 한계에 있기 때문에 마드리드 인근 위성도시인 알칼라데에나레스에 분관을 두고, 일부 소장품을 분산 수용하고 있다.

## 역사
1712년 스페인 국왕 펠리페 5세가 왕립 공공도서관 (Biblioteca Pública de Palacio)이란 이름으로 처음 설립하였다. 펠리페 5세는 도서관에 국왕 특허를 내려 스페인에서 간행되는 모든 서적의 사본을 도서관에 납부하도록 하는, 지금으로 치면 납본 제도를 처음으로 의무화하였다. 1836년에는 도서관의 국왕 소유권이 철회되면서 스페인 내무부에 운영권이 넘어갔으며, 이름도 국립도서관 (Biblioteca Nacional)으로 바꾸었다.
19세기에 접어들면서 국립도서관은 납본, 구매, 기부 등의 방식을 통해 여러 서적들을 다량으로 수집하기 시작했으며, 오늘날 스페인 국립도서관에 소장되어 있는 귀한 고서적들은 이 때 처음 들어온 것이다. 1892년에는 중남미 아메리카 국가들을 주제로 한 박람회가 이곳에서 개최되기도 했다. 약 3년 뒤인 1896년 3월 16일, 국립도서관이 대중에게 개방되었는데 이때부터 지금의 건물을 사용하게 된다. 최대 320명을 수용할 수 있는 본관 대형 열람실이 생긴 것도 이 즈음이었다. 1931년에는 열람실이 재정비되어 소장되어 있던 참고 문헌 서적을 다량 완비하였고, 학생과 노동자, 일반 독자들을 위한 일반열람실도 새로 조성되었다.
스페인 내전 시기에는 몰수위원회 (Junta de Incautación)의 주도로 50만 권에 달하는 서적이 수집되어 국립도서관에 소장되었고, 당시 종교시설과 왕궁, 사택에서 소유하던 예술품과 서적들도 보관되어 안전하게 보호되었다. 전쟁이 끝난 뒤부터는 도서관 건물의 각 열람실과 서고를 확장하는 공사가 여러 차례 이뤄졌는데, 이는 1958년 납본 제도 개편에 따라 접수되는 자료의 양이 증가하고 도서관 측에서 자체 구입하는 것들도 있었기에 소장품의 보관 수요가 늘었기 때문이다. 이 과정에서 1955년에는 도서관의 서고 규모를 3배로 대폭 확대했던 공사를 거쳤고, 1986년부터 2000년까지는 알칼라데에나레스 분관 신축 공사와 마드리드 본관 건물 리모델링 공사 등이 있었다.
1986년 스페인의 대표 문헌기관인 국립신문도서관 (Hemeroteca Nacional), 스페인 도서협회 (Instituto Bibliográfico Hispánico), 기록 서적 유물 센터 (Centro del Tesoro Documental y Bibliográfico)가 스페인 국립도서관으로 통합되었다. 이에 따라 도서관 측은 스페인 문화기억 국립보관소 (Centro Estatal Depositario de la Memoria Cultural Española)로 재설립되어, 스페인의 도서관 체계와 국내외 연구자, 문화·교육기관에서 매체에 상관없이 국내의 모든 문헌자료를 이용할 수 있도록 했다. 1990년에는 스페인 문화부 소속 독립기관이 되었다.

## 정보

### 기능
스페인의 국가 도서관으로서 스페인의 기록유산에 관한 정보를 수집·보존·배포하는 역할을 맡고 있으며, 스페인 문화를 연구하는 데 있어서 핵심적인 자료 기관으로 나아가는 것을 지향하고 있다. 스페인 국립도서관의 설립 기능은 1991년 10월 반포된 왕실칙령 제1581/1991호에 명시되어 있는데, 다음과 같다.
- 연구·문화·정보의 목적을 위해 스페인국의 언어 혹은 그 외의 언어로 생산된 서적 아카이브를 편집, 목록, 보존한다.
- 서적 아카이브의 학습·대출·복사로 연구를 도모한다.
- 스페인의 문헌자료에 관한 정보를 납본요건에 따라 접수되는 등재내역에 근거하여 배포한다.

### 소장 규모와 이용 안내
스페인 국립도서관의 소장규모는 2600만 점이 넘으며, 서적과 기타 인쇄자료는 1500만 권, 그림자료는 450만 점, 음성자료는 60만 점, 악보 510,000점, 마이크로폼 자료 50만 점, 신문 및 정기간행물 14만 3000점, 시청각자료 9만 점, 전자문서 9만 점, 필사본 3만 점으로 구성되어 있다.
스페인 국립도서관은 다음과 같은 서비스를 제공하고 있다.
- 국립도서관과 타 도서관에 대한 안내와 종합정보
- 국립도서관과 타 도서관, 도서관 체계의 소장품에 관한 서지 정보
- 자동 카탈로그 (서지기록 300만 본)
- 도서관 열람실의 아카이브 문의소
- 도서관 간 대여
- 아카이브 재배포

## 갤러리

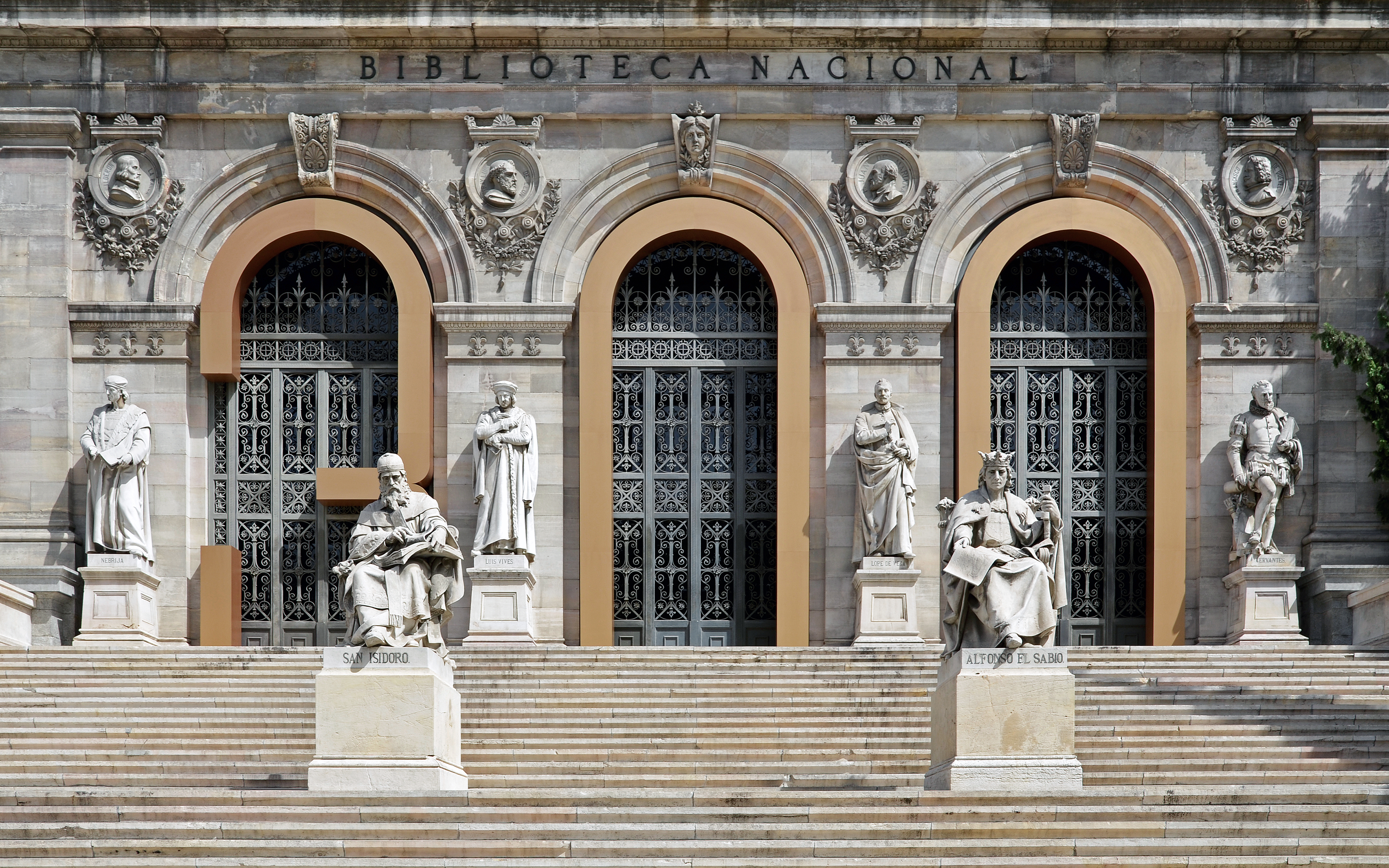
산 이시도로, 알론소 베루게테, 알폰소 10세 동상으로 장식된 도서관 계단과 대문
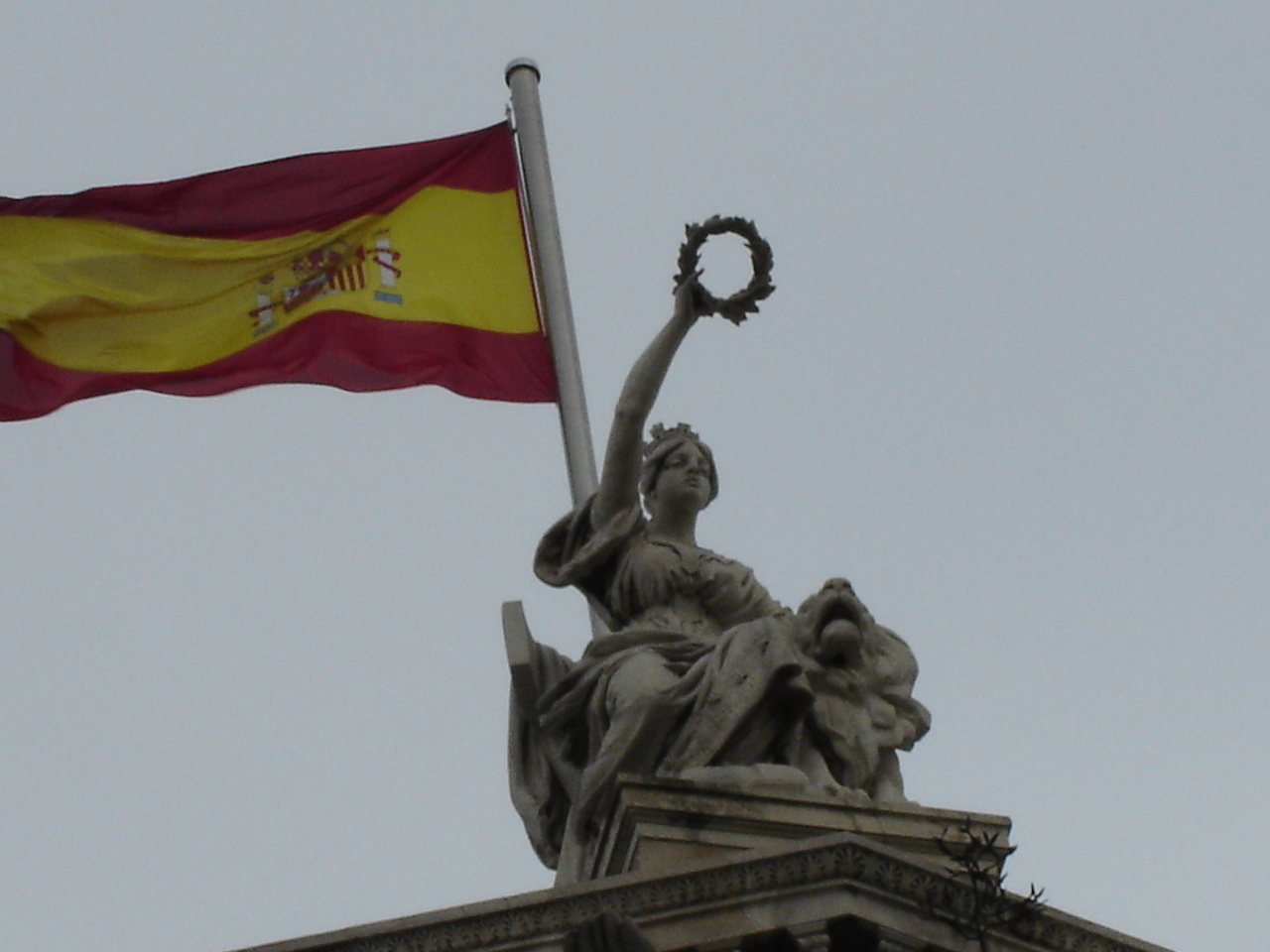
도서관 지붕에 설치된 히스파니아 동상
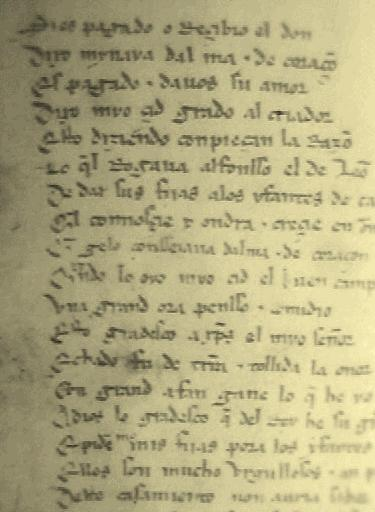
현존하는 가장 오래된 스페인어 문헌인 《시드의 노래》
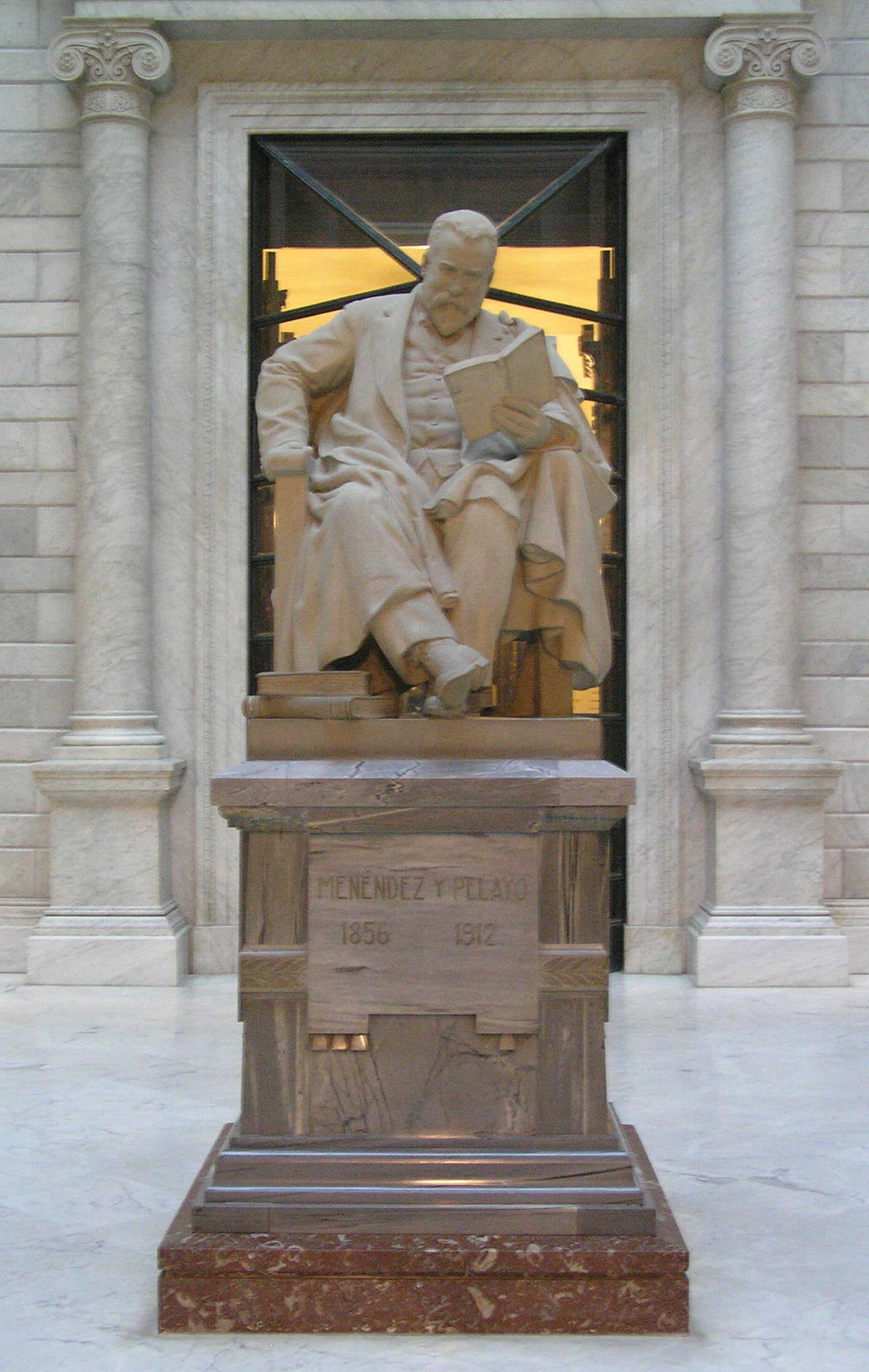
국립도서관 로비에 있는 마르셀리노 메넨데스 이 펠라요 동상
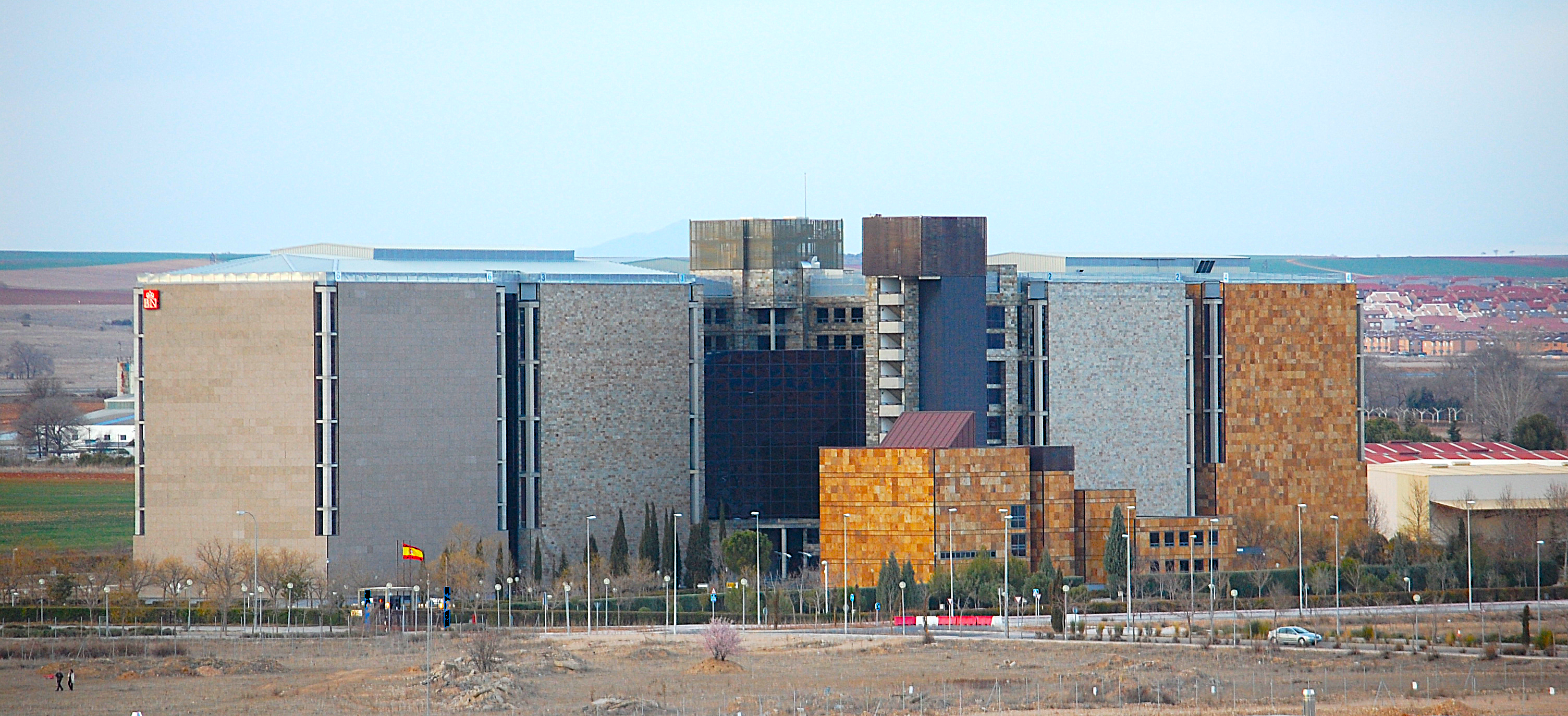
알칼라데에나레스 분관